# Bonifatiuswerk
Das Bonifatiuswerk der deutschen Katholiken e. V. ist ein katholisches Hilfswerk für die Unterstützung der Seelsorge in den Diasporaregionen in Deutschland, Nordeuropa und dem Baltikum. Den Auftrag dafür hat das Spendenhilfswerk von der Deutschen Bischofskonferenz. Das Bonifatiuswerk setzt sich zum Ziel, den missionarischen Auftrag der katholischen Kirche dort zu unterstützen, wo Katholiken in einem mehrheitlich glaubensfremden und zunehmend ungläubigen Umfeld leben. Gegründet wurde das Bonifatiuswerk im Jahr 1849 während des dritten Katholikentages in Regensburg. Es hat die Rechtsform eines eingetragenen Vereins und wird häufig auch als Bonifatiusverein bezeichnet.

## Aufgabe
Der Verein unterstützt mit Spendengeldern katholische Christen, die in einer Minderheitensituation ihren Glauben leben. Er ist aktiv in Deutschland – vornehmlich in Ost- und Norddeutschland –, Nordeuropa und den baltischen Staaten Estland und Lettland. In diesen Ländern und Regionen liegt der Anteil der Katholiken an der Gesamtbevölkerung zwischen 0,3 und 12 Prozent. Als ein „Hilfswerk für den Glauben“ fördert es zudem Projekte der Glaubensweitergabe und missionarische Initiativen in katholisch geprägten Regionen in Deutschland.
Der Verein sammelt Spenden und stellt diese den Kirchengemeinden und katholischen Institutionen als „Hilfe zur Selbsthilfe“ objekt- und projektgebunden zur Verfügung. Vier Förderwege kennt das Spendenhilfswerk. Mit seiner Bauhilfe fördert das Bonifatiuswerk den Bau und die Renovierung von Kirchen und Gemeindezentren, Jugend- und Bildungshäusern, katholischen Schulen und Kindergärten in der Diaspora. Mit seiner Kinder- und Jugendhilfe setzt sich das Bonifatiuswerk für Projekte der Glaubensweitergabe und für sozialkaritative Projekte in der Diaspora ein. Mit seiner Verkehrshilfe unterstützt das Bonifatiuswerk die Motorisierung großer Territorialpfarreien in der Diaspora. Mit seiner Glaubenshilfe fördert das Bonifatiuswerk befristete Personalstellen mit missionarischem Charakter in der Diaspora sowie missionarische Initiativen in allen deutschen Diözesen.
Mit 14 Millionen Euro hat das Bonifatiuswerk im Jahr 2019 insgesamt 1203 Projekte in der Diaspora Deutschlands, Nordeuropas und des Baltikums gefördert, davon 1111 (= 92 %) in Deutschland. Bedeutende Projekte der vergangenen Jahre sind der Bau der neuen katholischen Bischofskirche St. Olav im norwegischen Trondheim, der Bau der katholischen Jungfrau-Maria-Kirche für die chaldäische Gemeinde in Södertälje, der Neubau der katholischen Propstei St. Trinitatis in Leipzig und der Neubau und die Erweiterung des Klosters Marienheide in Waldkappel. Die Religiösen Kinderwochen (RKW) werden vom Bonifatiuswerk jährlich mit circa 420.000 Euro und die katholischen Kindergärten in Ostdeutschland mit rund 550.000 Euro gefördert. Weiterhin unterstützt das Bonifatiuswerk die ambulanten Kinderhospizdienste in Berlin und Halle an der Saale, Suppenküchen und Kinderhäuser und fördert jährlich bis zu 45 Fahrzeuge, die sogenannten BONI-Busse, durch die Glaubensleben in großen Flächenpfarreien ermöglicht werden soll.

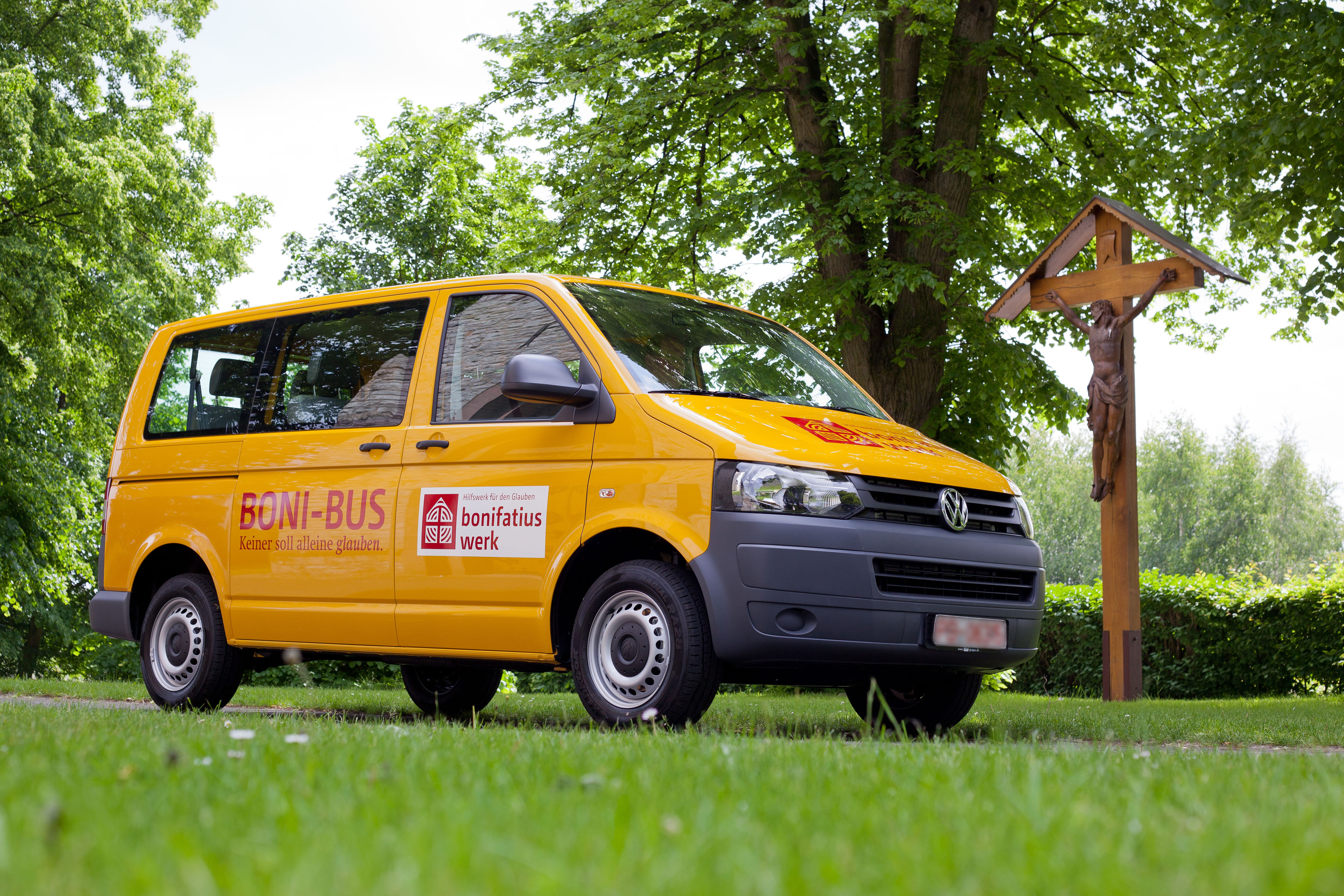
Einer von etwa 600 BONI-Bussen in Deutschland

Die Arbeit des Bonifatiuswerkes stützt sich im Wesentlichen auf drei Einnahmesäulen (Zahlen stammen aus dem Finanzbericht 2019), nämlich auf die Einnahmen aus Kollekten (4,9 Millionen Euro), Spenden/Beiträgen/Vermächtnissen und Schenkungen (5,8 Millionen Euro) und aus Mitteln des Diaspora-Kommissariates (4,5 Millionen Euro). Am sogenannten Diaspora-Sonntag, dem dritten Sonntag im November, sammeln die katholischen Christen seit 1966 bundesweit in den Sonntagsgottesdiensten für die Projekte des Bonifatiuswerkes. Zur Erstkommunion sowie zur Firmung sammeln Erstkommunionkinder und Firmbewerber für die Projekte der Kinder- und Jugendhilfe im Bonifatiuswerk. Im Erzbistum Hamburg und im Bistum Hildesheim halten die katholischen Christen zudem eine Kollekte zu Gunsten der Verkehrshilfe im Bonifatiuswerk ab. Mit dem Bonifatius Stiftungszentrum eröffnet das Bonifatiuswerk einen Weg für all diejenigen, die die Arbeit des Bonifatiuswerkes nachhaltig fördern wollen. Über Zustiftungen, Stiftungsfonds, Treuhandstiftungen und Rechtsfähige Stiftungen können Förderer ab dem ersten Euro die Diaspora-Hilfe nachhaltig unterstützen.
Die Nikolausaktion „Weihnachtsmannfreie Zone“ wurde im Jahr 2002 durch das Bonifatiuswerk ins Leben gerufen. Sie trägt dazu bei, den heiligen Nikolaus in der Gesellschaft wieder in den Vordergrund zu stellen und einer Verwechslung mit der populären Kunstfigur des Weihnachtsmannes entgegenzuwirken.

## Geschichte

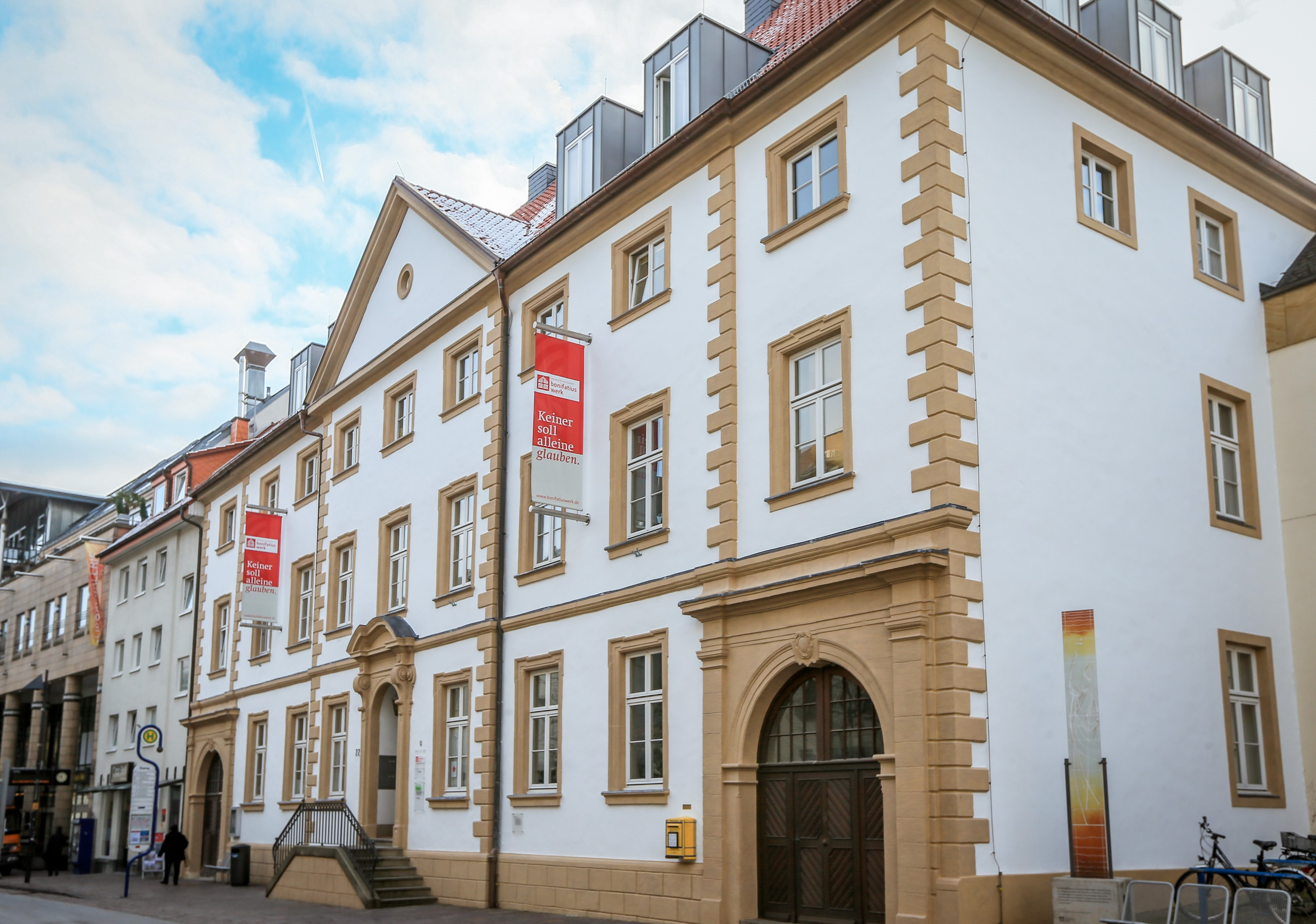
Der ehemalige Posthof in Paderborn, der Sitz des Bonifatiuswerkes.

Der Verein wurde am 4. Oktober 1849 als Bonifatius-Verein in Regensburg auf einem der Vorgänger der heutigen Katholikentage gegründet. Das katholische Hilfswerk trägt den Namen des heiligen Bonifatius, der sein Leben der Verkündigung des Glaubens gewidmet hat und als „Apostel der Deutschen“ bekannt ist. Erster Präsident war Joseph Theodor zu Stolberg-Stolberg aus dem Bistum Paderborn. 1852 erhielt der Verein die päpstliche Anerkennung, 1853 wurde er in Österreich eingeführt. 1885 gründete sich der Bonifatius-Sammelverein, aus dem sich die Diaspora-Kinderhilfe im Bonifatiuswerk entwickelte. 1923 gründete sich ein Ableger in den USA. Allein in den Jahren zwischen 1924 und 1934 entstanden mit Hilfe des Bonifatius-Vereins 40 Diaspora-Kirchen pro Jahr. Im Nationalsozialismus konnte der Bonifatius-Verein zunächst noch eingeschränkt weiterwirken, bis er schließlich die Arbeit ganz einstellen musste.
Nach dem Krieg startete der Bonifatius-Verein das Programm „Kirchenneubau“. Damit unterstützte es bis 1974 3.000 Kirchenneubauten für die zahlreichen katholischen Christen, die aufgrund von Flucht und Vertreibung in die Diaspora-Regionen in Westdeutschland strömten. 1949 wurde die bereits 1927 von Pater Paul Schulte gegründete Verkehrshilfe, die Diaspora-MIVA (Motorisierende Innerdeutsche Verkehrs-Arbeitsgemeinschaft), ins Bonifatiuswerk eingegliedert.
1968 wurde der Bonifatius-Verein in Bonifatiuswerk umbenannt.
In den Jahren der deutschen Teilung unterstützte das Bonifatiuswerk im Rahmen des Kirchenbauprogramme in der DDR auf verschiedensten Wegen die katholischen Christen in der DDR. Das Bonifatiuswerk förderte zwischen 1949 und 1989 Kirchbauten, Fahrzeuge, Priesterausbildung, Kinder- und Jugendhilfe, pastorales Personal und pastorale Hilfen für die katholische Kirche in der DDR trotz widriger politischer Umstände. Die vertraglich zwischen der DDR-Regierung und den Kirchen vereinbarten Zahlungen wurden katholischerseits als Kirchengeschäft C über das Bonifatiuswerk abgewickelt, von 1966 bis 1988 flossen 310 Millionen D-Mark.
Seit 1974 hilft das Bonifatiuswerk den katholischen Christen in Norwegen, Schweden, Dänemark, Finnland und Island. Die katholische Kirche in diesen Ländern wächst rasant. Lebten 1974 in Island nur einige hundert Katholiken, waren es 2024 über 15.000. In Norwegen stieg die Zahl der registrierten Katholiken von rund 10.000 im Jahre 1974 auf über 173.000 im Jahre 2024. Den Bau und den Kauf der nun notwendigen Gottesdiensträume unterstützt das Bonifatiuswerk maßgeblich mit.
Seit 1995 hilft das Bonifatiuswerk den katholischen Christen in den baltischen Staaten Estland und Lettland. Nach der Sowjetdiktatur baut die katholische Kirche dort an einer neuen kirchlichen Infrastruktur. Zugleich steht die sehr kleine katholische Gemeinschaft in Estland – neben Ostdeutschland und Tschechien die am stärksten vom Atheismus geprägte Region der Welt – vor besonderen Herausforderungen.
Heute richtet der Verein als „Hilfswerk für den Glauben“ den Blick auf neu entstehende Diaspora-Situationen in einer am Christentum mehr und mehr desinteressierten Gesellschaft in Deutschland und in Europa. In ökumenischer Verbundenheit unterstützt es zukunftsweisende Initiativen einer neuen missionarischen Pastoral.
In den Jahren 2016 und 2017 hat das Bonifatiuswerk einen selbstkritischen Prozess durchlaufen und dabei alle internen und externen Strukturen und Prozesse analysiert, optimiert und auf aktuelle und künftige Rahmenbedingungen ausgerichtet. Als Konsequenz aus diesem Optimierungsprozess wurde eine ausführliche Standortvergewisserung verabschiedet, in denen Auftrag, Inhalte der Arbeit und Ziele überarbeitet wurden. Zum anderen wurde eine Satzungsänderung beschlossen. Das Bonifatiuswerk wird seit dem von einem geschäftsführenden Vorstand geleitet und vom Bonifatiusrat als Aufsichtsgremium überwacht und grundsätzlich inhaltlich begleitet. Zudem wurde das Bonifatiuswerk als kanonischer Verein anerkannt und bekam als solcher von der Deutschen Bischofskonferenz kirchliche Rechtspersönlichkeit verliehen.
Am 17. Mai 2018 wurde das Bonifatiuswerk mit dem Spendenzertifikat des Deutschen Spendenrats ausgezeichnet. Von unabhängigen Wirtschaftsprüfern wurde dem Hilfswerk eine zweckgerichtete, wirtschaftliche und sparsame Mittelverwendung der Spenden- und Fördergelder bescheinigt.

## Gegenwart
Der Verein ist ein von katholischen Laien geführtes Hilfswerk. Als Verein stützt sich das Bonifatiuswerk derzeit auf mehr als 6.000 Stamm-Mitglieder und über 100.000 Freunde und Förderer im ganzen Bundesgebiet, die in Diözesan-Bonifatiuswerken zusammengefasst sind. Die koordinierende Zentrale des Werkes hat ihren Sitz in Paderborn.
Die Generalversammlung tagt alle drei Jahre. Ihr gehören alle deutschen Diözesan-Bischöfe, die Vertreter der Diözesan-Bonifatiuswerke stellvertretend für die Mitglieder des Bonifatiuswerkes in den Diözesen sowie die Generalvorstandsmitglieder an. Die Generalversammlung wählt die Mitglieder des Generalvorstandes.
Der Generalvorstand beschließt die Vergabe der Spenden- und Kollektenmittel. Er setzt sich aus zwölf ehrenamtlichen Mitgliedern zusammen. Der Vorsitzende des Generalvorstandes ist der Präsident des Bonifatiuswerkes. Seit 2022 hat Manfred Müller das Präsidentenamt inne. Vor ihm war seit 2013 Heinz Paus Präsident des Bonifatiuswerkes. Geschäftsführer ist der Generalsekretär. Er wird im Einvernehmen mit der Deutschen Bischofskonferenz vom Generalvorstand für jeweils sechs Jahre berufen. Seit dem Jahr 2008 ist Monsignore Georg Austen Generalsekretär. Austen leitet das Hilfswerk zusammen mit Diplom-Kaufmann und Steuerberater Ingo Imenkämper, der seit dem 1. Januar 2020 der Geschäftsführer des Bonifatiuswerkes ist.

## Verschiedenes
- Das Bonifatiuswerk unterstützte die Katholiken in der DDR über Jahrzehnte hinweg finanziell – die Gesamtsumme dieser Finanzhilfe betrug 743 Millionen D-Mark.[23]

## Aktionen
- Das Werk Der Talmudjude des Antisemiten August Rohling (1871) wurde in Deutschland auch durch den Bonifatiusverein popularisiert, der 38.000 Exemplare des Buches kostenlos verteilen ließ.[24]
- Seit 1918 unterstützt das Bonifatiuswerk die Kirchengemeinden bei der Vorbereitung der Erstkommunion, und seit 1952 erhalten die Gemeinden Unterstützung bei der Vorbereitung zur Firmung. Jährlich werden dazu ein Jahresthema entwickelt und Begleitmaterialien angeboten.
- Die „Weihnachtsmannfreie Zone“ wurde 2002 bundesweit ins Leben gerufen. Sie soll dazu beitragen, den heiligen Nikolaus in den Vordergrund zu stellen.[25]
- Die Willkommensinitiative wurde 2015 ins Leben gerufen. Neuankommende in den Kirchengemeinden sollen willkommen geheißen werden. Eine Willkommenstasche für neue Gemeindemitglieder wird angeboten.[26]
- „Die Bibelaktion“ wurde im Jahr 2015 mit dem Ziel ins Leben gerufen. Sie soll den Bedarf an Bibeln in Schulen decken. Jugendliche und Kinder sollen so an das sogenannte Buch der Bücher herangeführt werden. Es konnten bisher 24.000 Bibeln für Schulen in den nord- und ostdeutschen Bistümern für rund 400.000 Euro zur Verfügung gestellt werden.[27]
- Um besondere Ereignissen im Leben, sogenannte Lebensknotenpunkte, hervor zu heben, wurden Materialien entwickelt zu den Themen: Geburt und Taufe, Einschulung, Erstkommunion, Firmung, Leben im Alter, Tod und Trauer sowie Liebe und Partnerschaft.[28]
- In 2015 erfolgte der Relaunch der Internetseiten www.nikolaus-von-myra.de[29] und www.heilige.de.[30]
- Seit Juli 2011 schickt das Bonifatiuswerk junge Menschen mit dem „Bonifatius Praktikanten-Programm“ nach Nordeuropa, Estland und Lettland, um in der dortigen Diaspora kirchliches Leben kennenzulernen.[31]
- Weil immer mehr Tierarten vom Aussterben bedroht sind, veranstaltet das Bonifatiuswerk seit dem Jahr 2010 Aktionstage "Tiere der Bibel" in  Zoos und Tierparks verschiedener deutscher Städte.[32]
- Seit dem 5. Juni 2023, dem Fest des Heiligen Bonifatius, hängt das Kunstwerk „Dach der Welt“ von Udo Lindenberg an der Fassade des Bonifatiushauses. Es wurde zu den Feierlichkeiten des Patronatsfestes enthüllt.[33]
- Im Zuge des Liborifestes in Paderborn fand im Juli 2025 eine vielschichtige Performance mit Musik, persönlichen Gedanken und Gesprächen mit Samuel Koch und Bernarda Brunovic statt.[34]

## Publikationen
- Mit den Minibroschüren „Kirche im Kleinen“ mit 24 Seiten wird zur Lehre und Gebräuche der katholischen Kirche informiert. Erschienen sind:
- "Was Christen glauben – das Glaubensbekenntnis"
- "Unsere Gebete – Gespräche mit Gott"
- "Feste des Kirchenjahres"
- "Raum für den Glauben – Entdeckungen im Kirchenraum"
- "So feiern wir gemeinsam die heilige Messe"
- "Erstkommunion"
- "Firmung"
- "Tod und Auferstehung"
- "Christliche Rituale"
- "Taufe"
- "Leben und Glauben im Alter"
- "Das Zeitliche segnen – Impulse zum christlichen Begräbnis" "
- "Begegnung mit Muslimen"
- "Die leiblichen und die geistigen Werke der Barmherzigkeit"
- "Versöhnung im Glauben, Beichte – Buße – Vergebung"
- "Die Bibel entdecken: Das Neue Testament"
- "Die Bibel entdecken: Das Alte Testament"
- "Als Gesegnete ein Segen sein"
- "Pilgern"
- "Schöpfung"
- "Weihnachten – Sternstunden der Menschlichkeit"
- "Ostern – Das Leben siegt!"
- "Vom Wunder der Gemeinschaft"
- "Schulanfang"
- "Willkommen zurück?"

Zeitschriften:
- Dreimal jährlich veröffentlicht das Bonifatiuswerk die Zeitschrift Bonifatiusblatt, die 2024 bereits im 165. Jahrgang erschien.
- Von 1946 bis 2020 gab das Bonifatiuswerk die theologische Quartalsschrift Lebendiges Zeugnis heraus.[35]
- Zuvor erschien seit 1884 die Akademische Bonifatius-Korrespondenz (ABK), anfangs in der Titel-Schreibweise Akademische Bonifatius-Correspondenz.[36]